# Steel Division: Normandy 44
Steel Division: Normandy 44 est un jeu vidéo développé par Eugen Systems. Il s'agit d'un jeu vidéo de stratégie en temps réel focalisé sur la Seconde Guerre Mondiale, pendant le débarquement en Normandie.
Le jeu est annoncé le 1er mars 2017 , il est publié le 23 mai 2017 sur Windows. 
Il a pour suite Steel Division II.

## Système de jeu
Le jeu permet de prendre le contrôle d'une division militaire historique du 6 juin 1944 parmi les 18 divisions disponibles, que ce soit du côté Allié ou du côté Axe. Le joueur compose son groupe de combat en choisissant les unités qu'il souhaite déployer pendant la bataille. Il peut personnaliser autant de groupes de combat qu'il le souhaite.
Avant le début de la partie, durant la phase de déploiement, le joueur peut placer ses unités dans sa zone de déploiement, et donner à ses unités les ordres qui seront exécutés au début de la partie.
Chaque partie est divisée en 3 phases : A, B et C. les deux premières phases durent 10 minutes, et la phase C dure jusqu'à la fin de la partie. Chaque phase permettant d'accéder à des unités plus puissantes et change le nombre de points de réquisition que le joueur peut utiliser, en fonction de la division qu'il a choisi.
Il existe deux modes de jeu :
- Conquête, où les joueurs gagnent des points dès qu'ils possèdent au moins 51 % du territoire.
- Destruction, où les joueurs gagnent des points lorsqu'ils détruisent les unités ennemies.

La domination du territoire est représentée par une ligne de front dynamique, qui évolue en fonction de la position des unités sur le terrain.